# Пет-Могили (Шуменська область)
Пет-Моги́ли (болг. Пет могили) — село в Шуменській області Болгарії. Входить до складу общини Никола-Козлево.

## Населення
За даними перепису населення 2011 року у селі проживали 1133 особи.
Національний склад населення села:
| Національність   | Кількість осіб | Відсоток |
| ---------------- | -------------- | -------- |
| турки            | 532            | 47,1%    |
| цигани           | 321            | 28,4%    |
| болгари          | 269            | 23,8%    |
| Всього відповіли | 1130           |          |

Розподіл населення за віком у 2011 році:
Динаміка населення: